# Evropská liga UEFA 2022/2023 – vyřazovací fáze
Vyřazovací fáze Evropské ligy UEFA 2022/23 začne 16. února 2023 zápasy předkola play-off a skončí 31. května 2023 finále v Puskás Aréně v maďarské Budapešti, které rozhodne o vítězi Evropské ligy UEFA 2022/23. Ve vyřazovací fázi se objeví celkem 24 týmů.
Časy jsou uvedeny podle středoevropského času jak je uvádí UEFA (místní časy, pokud se liší, jsou uvedeny pod časem výkopu).

## Týmy
Vyřazovací fáze se zúčastní 24 týmů: 16 týmů, které se kvalifikovaly jako vítězové a postupující z každé z osmi skupin ve skupinové fázi, a osm týmů na třetích místech ze skupinové fáze Ligy mistrů.

### Týmy z Evropské ligy
| Skupina | Týmy nasazené do osmifinále (Vítězové skupin) | Nasazené týmy (Týmy na 2. místech) |
| ------- | --------------------------------------------- | ---------------------------------- |
| A       | Arsenal                                       | PSV Eindhoven                      |
| B       | Fenerbahçe                                    | Rennes                             |
| C       | Real Betis                                    | AS Řím                             |
| D       | Royale Union SG                               | Union Berlín                       |
| E       | Real Sociedad                                 | Manchester United                  |
| F       | Feyenoord                                     | Midtjylland                        |
| G       | Freiburg                                      | Nantes                             |
| H       | Ferencváros                                   | Monako                             |

### Týmy z Ligy mistrů
| Skupina | Nenasazené týmy (Týmy na 3. místech skupin Ligy mistrů UEFA) |
| ------- | ------------------------------------------------------------ |
| A       | Ajax                                                         |
| B       | Leverkusen                                                   |
| C       | Barcelona                                                    |
| D       | Sporting                                                     |
| E       | RB Salzburg                                                  |
| F       | Šachtar Doněck                                               |
| G       | Sevilla                                                      |
| H       | Juventus                                                     |

## Formát
Každý duel ve vyřazovací fázi, kromě finále, se hraje na dva zápasy, přičemž každý tým hraje jeden zápas doma. Do dalšího kola postoupí tým, který v součtu obou zápasů vstřelí více branek. Pokud je celkové skóre vyrovnané, hraje se 30 minut prodloužení (pravidlo o gólech hostů se již neuplatňuje). Pokud je skóre na konci prodloužení stále vyrovnané, o vítězi rozhodne penaltový rozstřel. Ve finále, které se hraje jako jediný zápas, se v případě vyrovnaného skóre na konci normální hrací doby hraje prodloužení, po němž následuje penaltový rozstřel, pokud je skóre stále vyrovnané.
Kritéria losování pro každé kolo je následující:
- Při losování osmifinále bylo osm vítězů skupin nasazeno a osm postupujících ze skupin bylo nenasazeno. Nasazené týmy byly nalosovány proti nenasazeným týmům, přičemž nasazené týmy hostily druhý zápas. Týmy ze stejné skupiny nebo stejné země nemohly být nalosovány proti sobě.
- Při losování čtvrtfinále a semifinále nejsou nasazené týmy a týmy ze stejné skupiny nebo stejné země mohou být vylosovány proti sobě. Vzhledem k tomu, že losování čtvrtfinále a semifinále probíhá společně před odehráním čtvrtfinále, není v době losování semifinále známa totožnost vítězů čtvrtfinále. Losování se rovněž provádí za účelem určení vítěze semifinále, který je určen jako "domácí" tým pro finále (pro administrativní účely, protože se hraje na neutrálním místě).
- Pro čtvrtfinále a semifinále se z logistických důvodů a z důvodu kontroly diváků neplánuje, aby týmy ze stejného města hrály doma ve stejný den nebo v po sobě jdoucích dnech. Aby se předešlo takovému konfliktu v termínech, pokud jsou dva týmy vylosovány tak, aby hrály doma ve stejném hracím dnu, je pořadí fází, které se účastní tým s nižším domácím umístěním v koeficientu, oproti původnímu losu obráceno.

## Termíny
Termíny jsou následující (všechna losování se uskuteční v sídle UEFA ve švýcarském Nyonu).
| Fáze              | Datum losování    | První zápasy    | Odvety          |
| ----------------- | ----------------- | --------------- | --------------- |
| Předkolo play-off | 7. listopadu 2022 | 16. února 2023  | 23. února 2023  |
| Osmifinále        | 24. února 2023    | 9. března 2023  | 16. března 2023 |
| Čtvrtfinále       | 17. března 2023   | 13. dubna 2023  | 20. dubna 2023  |
| Semifinále        | 17. března 2023   | 11. května 2023 | 18. května 2023 |
| Finále            | 17. března 2023   | 31. května 2023 | 31. května 2023 |

## Předkolo play-off
Losování předkola play-off proběhlo 7. listopadu 2022 ve 13:00 středoevropského času.

### Zápasy
První zápasy se budou hrát 16. února a odvety 23. února 2023.
| Domácí v 1. zápase | Celkem | Hosté v 1. zápase | 1. zápas | 2. zápas |
| ------------------ | ------ | ----------------- | -------- | -------- |
| Barcelona          | -:-    | Manchester United | 16.2     | 23.2     |
| Juventus           | -:-    | Nantes            | 16.2     | 23.2     |
| Sporting           | -:-    | Midtjylland       | 16.2     | 23.2     |
| Šachtar Doněck     | -:-    | Rennes            | 16.2     | 23.2     |
| Ajax               | -:-    | Union Berlín      | 16.2     | 23.2     |
| Leverkusen         | -:-    | Monako            | 16.2     | 23.2     |
| Sevilla            | -:-    | PSV Eindhoven     | 16.2     | 23.2     |
| Red Bull Salzburg  | -:-    | AS Řím            | 16.2     | 23.2     |

### První zápasy
| 16. února 2023 18:45 |   |                   |                     |
| Barcelona            | — | Manchester United | Camp Nou, Barcelona |
|                      |   |                   | Camp Nou, Barcelona |

| 16. února 2023 18:45 |   |        |                                |
| Šachtar Doněck       | — | Rennes | Stadion Polské Armády, Varšava |
|                      |   |        | Stadion Polské Armády, Varšava |

| 16. února 2023 18:45 |   |              |                               |
| Ajax                 | — | Union Berlín | Johan Cruyff ArenA, Amsterdam |
|                      |   |              | Johan Cruyff ArenA, Amsterdam |

| 16. února 2023 18:45 |   |        |                          |
| RB Salzburg          | — | AS Řím | Red Bull Aréna, Salcburk |
|                      |   |        | Red Bull Aréna, Salcburk |

| 16. února 2023 21:00 |   |        |                        |
| Juventus             | — | Nantes | Allianz Stadium, Turín |
|                      |   |        | Allianz Stadium, Turín |

| 16. února 2023 21:00 UTC+0 |   |             |                                |
| Sporting                   | — | Midtjylland | Estádio José Alvalade, Lisabon |
|                            |   |             | Estádio José Alvalade, Lisabon |

| 16. února 2023 21:00 |   |        |                      |
| Leverkusen           | — | Monako | BayArena, Leverkusen |
|                      |   |        | BayArena, Leverkusen |

| 16. února 2023 18:45 |   |               |                                        |
| Sevilla              | — | PSV Eindhoven | Estadio Ramón Sánchez Pizjuán, Sevilla |
|                      |   |               | Estadio Ramón Sánchez Pizjuán, Sevilla |

### Odvety
| 23. února 2023 18:45 |   |          |                               |
| Nantes               | — | Juventus | Stade de la Beaujoire, Nantes |
|                      |   |          | Stade de la Beaujoire, Nantes |

| 23. února 2023 18:45 |   |          |                    |
| Midtjylland          | — | Sporting | MCH Aréna, Herning |
|                      |   |          | MCH Aréna, Herning |

| 23. února 2023 18:45 |   |                  |                        |
| Monako               | — | Bayer Leverkusen | Stade Louis II, Monako |
|                      |   |                  | Stade Louis II, Monako |

| 23. února 2023 18:45 |   |         |                            |
| PSV Eindhoven        | — | Sevilla | Philips Stadion, Eindhoven |
|                      |   |         | Philips Stadion, Eindhoven |

| 23. února 2023 21:00 UTC+0 |   |           |                          |
| Manchester United          | — | Barcelona | Old Trafford, Manchester |
|                            |   |           | Old Trafford, Manchester |

| 23. února 2023 21:00 |   |                |                      |
| Rennes               | — | Šachtar Doněck | Roazhon Park, Rennes |
|                      |   |                | Roazhon Park, Rennes |

| 23. února 2023 21:00 |   |      |                                        |
| Union Berlín         | — | Ajax | Stadion An der Alten Försterei, Berlín |
|                      |   |      | Stadion An der Alten Försterei, Berlín |

| 23. února 2023 21:00 |   |             |                      |
| AS Řím               | — | RB Salzburg | Stadio Olimpico, Řím |
|                      |   |             | Stadio Olimpico, Řím |

## Osmifinále
Losování 16. kola se uskuteční 24. února 2023 ve 13:00 středoevropského času.

#### Zápasy
První zápasy se budou hrát 9. března a druhé zápasy 16. března 2023.
| Domácí v 1. zápase | Celkem | Hosté v 1. zápase | 1. zápas | 2. zápas |
| ------------------ | ------ | ----------------- | -------- | -------- |
| [[]]               | -:-    | [[]]              | -:-      | -:-      |
| [[]]               | -:-    | [[]]              | -:-      | -:-      |
| [[]]               | -:-    | [[]]              | -:-      | -:-      |
| [[]]               | -:-    | [[]]              | -:-      | -:-      |
| [[]]               | -:-    | [[]]              | -:-      | -:-      |
| [[]]               | -:-    | [[]]              | -:-      | -:-      |
| [[]]               | -:-    | [[]]              | -:-      | -:-      |
| [[]]               | -:-    | [[]]              | -:-      | -:-      |

Kvalifikované týmy jako vítězové skupin (nasazení)
- Royale Union SG
- Arsenal
- Freiburg
- Ferencváros
- Feyenoord
- Real Betis
- Real Sociedad
- Fenerbahçe

## Čtvrtfinále
Los čtvrtfinále proběhne 17. března 2023 ve 13:00 středoevropského času. První zápasy se budou hrát 13. dubna a odvety 20. dubna 2023.
| Domácí v 1. zápase | Celkem | Hosté v 1. zápase | 1. zápas | 2. zápas |
| ------------------ | ------ | ----------------- | -------- | -------- |
| [[]]               | -:-    | [[]]              | -:-      | -:-      |
| [[]]               | -:-    | [[]]              | -:-      | -:-      |
| [[]]               | -:-    | [[]]              | -:-      | -:-      |
| [[]]               | -:-    | [[]]              | -:-      | -:-      |

## Semifinále
Losování semifinále se uskuteční hned po losu čtvrtfinále 17. března 2023 ve 13:00 středoevropského času. První zápasy se budou hrát 11. května a odvety 18. května 2023.
| Domácí v 1. zápase | Celkem | Hosté v 1. zápase | 1. zápas | 2. zápas |
| ------------------ | ------ | ----------------- | -------- | -------- |
| [[]]               | -:-    | [[]]              | -:-      | -:-      |
| [[]]               | -:-    | [[]]              | -:-      | -:-      |

## Finále
Finále se bude hrát 31. května 2023 v Puskás Aréně v Budapešti. Po losování čtvrtfinále a semifinále se 17. března 2023 uskuteční losování, který určí administrativní domácí tým.

### Přehled
| 31. května 2023 --:-- |     |      |                                       |
| [[]]                  | -:- | [[]] | Puskás Aréna, Budapešť rozhodčí: [[]] |
|                       |     |      | Puskás Aréna, Budapešť rozhodčí: [[]] |